# الفرش (تطاوين)
تقع الفرش ضمن ولاية تطاوين جنوب البلاد التونسية، وتتبع إداريّا لمعتمديّة غمراسن وجزئيا لمعتمدية تطاوين الشمالية على خط عرض (55°32 , 00°33) و خط طول (17°10 , 22°10) على امتداد الوديان المنحدرة من مرتفعات شنني وقرماسة والدويرات و التي تجتمع في وادي تلالت مما يكوّن سهلا و واحة و أحراش غابيّة تحيط بها الهضاب :
السهل :
- و هو سبب التسمية الفريدة للمنطقة حيث يمتد على مساحة شاسعة و تنمو به نباتات سباسبية و شجيرات صحروايّة .

الواحة :
- الواحة القديمة ميزة من ميزات منطقتنا ساهمت في استقرار العنصر البشريّ و ازدهار الفلاحة السقويّة عبر العصور حيث حُفرت الآبار السطحية و استغلت الموائد العذبة قديما في إنتاج الخضروات التي أمدّت جميع الجهات المجاورة رغم ما واجهته هذه الموارد المائية من نقص خلال العشريات الأخيرة فملح الماء و غار في الأعماق و ضعف الأوج الفلاحي لحين بدء بذرة المشروع السقويّ الحديث الذي كان له الدور في انعاش جزئي للواحة .

الهضاب :
- تحيط بالواحة و السهل هضاب متوسطة الارتفاع تفصلها عن السفح الجبلي لسلسلة جبال الظاهر .

الأحراش الغابيّة ( الهيشة ) :
- عبر وادي مبروك و وادي الكوش و عبورا بالمدينة الأثريّة المندثرة يمتد مسلك طبيعي خلّأب على مشارف منطقة تلالت يطل عليه حصن رومانيّ يعود تاريخه لألفي سنة قدماً من جهة و من الجهة الأخرى تعلو سفح الجبل كثبان رمليّة مثلت منقطة جلب للسائح و المتنزة رغم ضعف استغلالها و حاجتها للتنمية .